# Destre (mesura)
El destre és un antiga mesura de longitud del Principat de Catalunya, anomenada també cana de destre, de valor variable segons els llocs, entre els 2,80 i els 3 m en la majoria dels casos. Equivalia a dotze pams de destre, o 144 minuts, o 1.728 línies, o 10.368 punts. A Mallorca és una antiga mesura longitudinal agrària equivalent a 4,214 m, i igual a dues canes de Montpeller. Es deia que el mig destre mallorquí era la mida de la braça del rei Jaume I.
El Museu d'Història de Barcelona conserva el patró de la cana de destre de Barcelona.
En la taula següent podreu veure les equivalències del destre i els seus divisors en el sistema mètric decimal:
El primer número indica la quantitat d'unitats que hi ha en un destre, i el número entre parèntesis indica l'equivalència d'una d'aquelles unitats.
| Detall de les equivalències al SMD de la cana de destre i els seus divisors | Detall de les equivalències al SMD de la cana de destre i els seus divisors | Detall de les equivalències al SMD de la cana de destre i els seus divisors | Detall de les equivalències al SMD de la cana de destre i els seus divisors | Detall de les equivalències al SMD de la cana de destre i els seus divisors | Detall de les equivalències al SMD de la cana de destre i els seus divisors | Detall de les equivalències al SMD de la cana de destre i els seus divisors |
|                                                                             | Cana de destre                                                              | Cana de Montpeller                                                          | Pam de destre                                                               | Minut                                                                       | Línia                                                                       | Punt                                                                        |
| --------------------------------------------------------------------------- | --------------------------------------------------------------------------- | --------------------------------------------------------------------------- | --------------------------------------------------------------------------- | --------------------------------------------------------------------------- | --------------------------------------------------------------------------- | --------------------------------------------------------------------------- |
| Barcelona                                                                   | 1 (2,813 m)                                                                 | -                                                                           | 12 (23,4417 cm)                                                             | 144 (1,9535 cm)                                                             | 1.728 (0,1628 cm)                                                           | 10.368 (0,2713 mm)                                                          |
| Mallorca                                                                    | 1 (4,214 m)                                                                 | 2 (2,107 m)                                                                 |                                                                             |                                                                             |                                                                             |                                                                             |